# Horst Lichter sucht das Glück
In Horst Lichter sucht das Glück begibt sich Horst Lichter mit wechselnden Prominenten auf Motorradreise. Die Reportage ist Nachfolger von Horst Lichter on tour (2015) und lief 2017 bis 2020 am 1. Weihnachtsfeiertag  im ZDF. 2021 wurde sie als Horst Lichters Traumrouten fortgesetzt.

Gäste
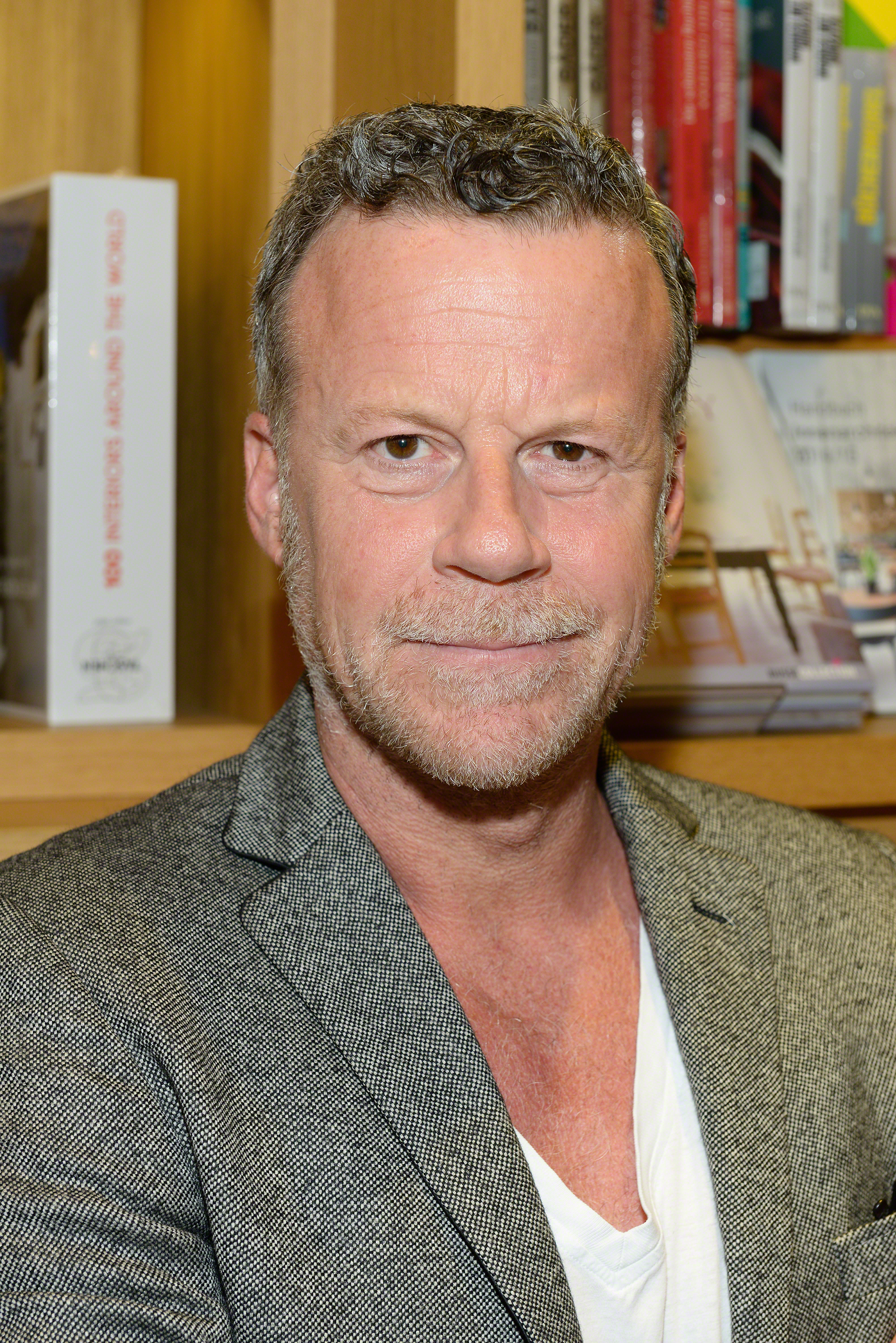
Jenke von Wilmsdorff
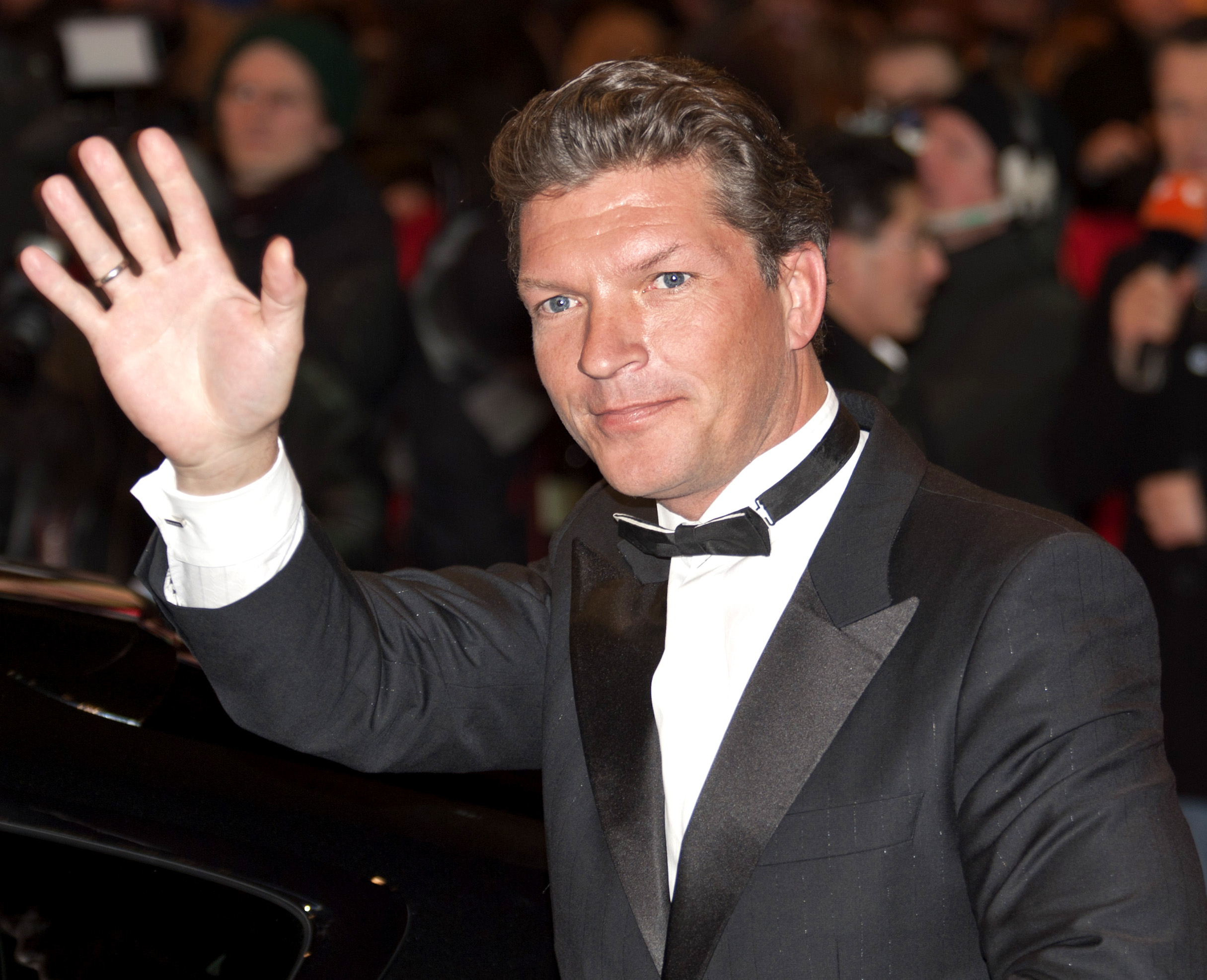
Hardy Krüger
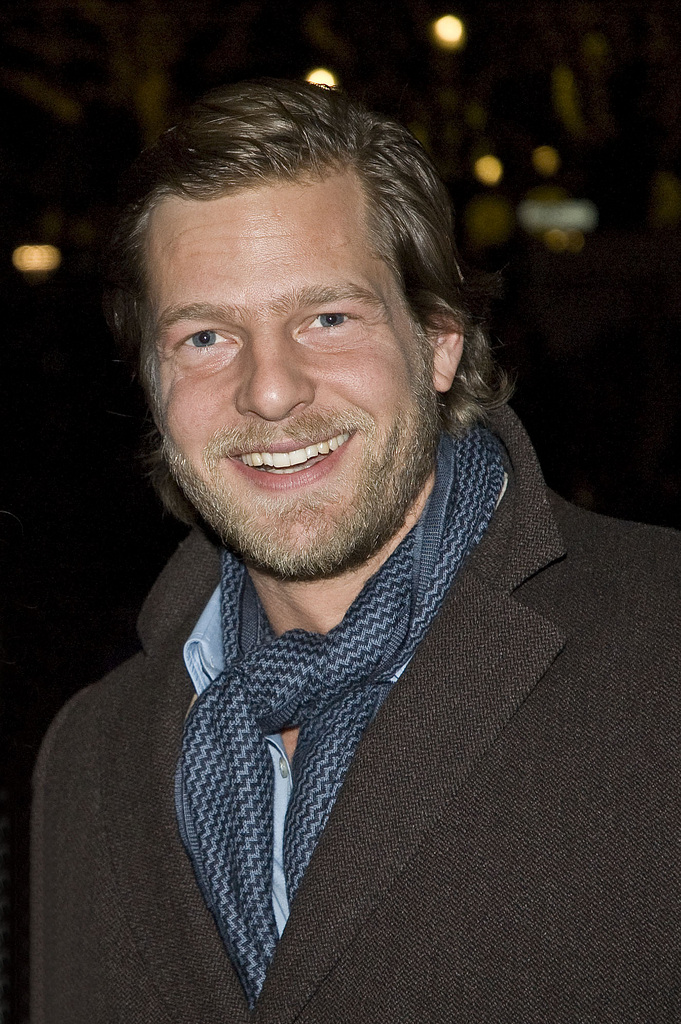
Henning Baum

| # | Titel                                | Premiere   | Gast                 | Bemerkungen                         |
| - | ------------------------------------ | ---------- | -------------------- | ----------------------------------- |
| 1 | Mit dem Motorrad durch Norwegen      | 25.12.2017 | Jenke von Wilmsdorff |                                     |
| 2 | Mit dem Motorrad durch Südfrankreich | 25.12.2018 | Hardy Krüger junior  |                                     |
| 3 | Mit dem Motorrad durch Kroatien      | 25.12.2019 | Henning Baum         | Heimat von Horst Lichters Frau Nada |
| 4 | Eine Reise durch Deutschland         | 25.12.2020 | –                    |                                     |